# Bača pri Modreju
Bača pri Modreju (154 mnm) je naselje v Občini Tolmin. Ima 153 prebivalcev.
V naselju se reka Bača izliva v reko Idrijco, ki se nedaleč stran izliva v reko Sočo. Najvidnejši arhitekturni objekt v vasi je železniški viadukt Bohinjske proge (na sliki).